# Madison (Georgia)
Madison es una ciudad ubicada en el condado de Morgan en el estado estadounidense de Georgia. En el censo de 2020, su población era de 4,447 habitantes y una densidad poblacional de 195.48 personas por km².

## Demografía
En el 2000 la renta per cápita promedia del hogar era de $36,055, y el ingreso promedio para una familia era de $40,265. El ingreso per cápita para la localidad era de $19,551. Los hombres tenían un ingreso per cápita de $40,430 contra $21,411 para las mujeres.

## Geografía
Madison se encuentra ubicado en las coordenadas 33°35′17″N 83°28′21″O / 33.58806, -83.47250 (33.588038, -83.472368).
Según la Oficina del Censo, la localidad tiene un área total de 23,1 km² (8,9 mi²), de la cual 23 km² (8,9 mi²) es tierra y 0 km² (0 mi²) (0.30%) es agua.

## En el cine
La película Goosebumps fue grabada en este pueblo.